# Даніела Інасіо
Даніела Інасіо (порт. Daniela Inácio, 24 травня 1989) — португальська плавчиня.
Учасниця Олімпійських Ігор 2008 року.